# Sascha Pierro
Sascha Pierro (ur. 8 kwietnia 1972 we Bad Oeynhausen) – niemiecki wokalista zespołu Marquess, który śpiewa piosenki głównie w języku hiszpańskim.

## Kariera
Wokalista wraz z zespołem zadebiutował na rynku w 2006 roku singlem El temperamento. W roku 2003 artysta wystąpił w niemieckich preselekcjach do Eurowizji z utworem „Wenn Grenzen fallen”. Pierro jako producent współpracował także ze szwajcarskim wokalistą Patrickiem Nuo.